# 山下拓馬
山下 拓馬（やました たくま、1985年 - ）は、日本の投資家、サロン『CIEL』オーナー。石川県出身。

## 概要
1985年（昭和60年）石川県出身の投資家であり、経営者。大学を卒業後、証券会社に入社。その後、個人投資家に転身。2014年4月にOXY株式会社を設立し、全国に31店舗を展開する美容室「CIEL（シエル）」グループのオーナーである。2021年3月には焼き芋専門店「芋ぴっぴ。」をオープン。テレビ番組などにも出演。

## 来歴
- 2008年、名古屋の大学を卒業後、大阪の証券会社に就職。ディーリング部署に配属となり、株の自己売買をはじめる[1]。
- 2012年、証券会社を退職し、個人投資家に。通称「ヤーマン」として各証券会社で講師を務める。
- 2014年4月、OXY株式会社を設立。
- 2015年6月、大阪市に美容室『CIEL』を開く。2021年現在、系列店を31店舗展開。
- 2021年3月、愛媛県松山市に焼き芋専門店『芋ぴっぴ。』をオープン。